# Капане (Гросето)
Капане (итал. Capanne) је насеље у Италији у округу Гросето, региону Тоскана.
Према процени из 2011. у насељу је живело 36 становника. Насеље се налази на надморској висини од 197 м.